# Plavání na otevřené vodě na mistrovství Evropy v plaveckých sportech 2000
Závody v plavání na otevřené vodě na mistrovství Evropy v plaveckých sportech za rok 2000 proběhly na jezeře Nuuksion Pitkäjärvi v Espoo, Finsko ve dnech 28. června až 9. července 2000.

## Česká stopa
Česko reprezentovalo 8 závodníků.
V závodě na 5 km žen startovalo 24 závodnic – Jana Pechanová (*1981) z PK Příbram obsadila 3. místo a získala bronzovou medaili. V závodě na 25 km žen startovalo 16 závodnic – Radka Nechmačová (*1978) z KPSP Kometa Brno obsadil 12. místo a Eva Nováková (*1977) z KVS Plzeň 13. místo.
V závodě na 5 km mužů startovalo 27 závodníků – Vítězslav Budňák (*1979) z KPSP Kometa Brno obsadil 19. místo, Václav Kyral (*1979) z PSK Olymp Praha 22. místo a Jakub Fichtl (*1984) z PK Slávia VŠ Plzeň 24. místo. V závodě na 25 km mužů startovalo 21 závodníků –  Pavel Srb (*1980) z TJ Bohemians Praha obsadil 10. místo a Rostislav Vítek (*1976) z KPSP Kometa Brno závod vzdal.

## Výsledky
| Muži  | Zlato                 | Zlato     | Stříbro                 | Stříbro   | Bronz                     | Bronz     |
| ----- | --------------------- | --------- | ----------------------- | --------- | ------------------------- | --------- |
| 5 km  | Luca Baldini (ITA)    | 55:13,1   | Fabio Venturini (ITA)   | 55:16,4   | David Meca (ESP)          | 55:35,3   |
| 25 km | Stéphane Lecat (FRA)  | 5:05:22,5 | David Meca (ESP)        | 5:05:28,9 | Fabio Fusi (ITA)          | 5:06:25,5 |
| Ženy  | Zlato                 | Zlato     | Stříbro                 | Stříbro   | Bronz                     | Bronz     |
| 5 km  | Peggy Büchseová (GER) | 1:00:26,6 | Britta Kamrauová (GER)  | 1:00:40,9 | Jana Pechanová (CZE)      | 1:00:41,6 |
| 25 km | Peggy Büchseová (GER) | 5:22:11,1 | Edith van Dijková (NED) | 5:24:47,0 | Valeria Caspriniová (ITA) | 5:24:52,7 |

## Medailová bilance
V plavání na otevřené vodě se rozdělily celkem 4 sady medailí.
| Pořadí | Stát             |       | Muži    | Muži  | Muži  |         | Ženy  | Ženy  | Ženy    |       | Muži + Ženy | Muži + Ženy | Muži + Ženy | Celkem |
| Pořadí | Stát             | Zlato | Stříbro | Bronz | Zlato | Stříbro | Bronz | Zlato | Stříbro | Bronz |             |             |             | Celkem |
| ------ | ---------------- | ----- | ------- | ----- | ----- | ------- | ----- | ----- | ------- | ----- | ----------- | ----------- | ----------- | ------ |
| 1.     | Německo (GER)    |       | 0       | 0     | 0     |         | 2     | 1     | 0       |       | 2           | 1           | 0           | 3      |
| 2.     | Itálie (ITA)     |       | 1       | 1     | 1     |         | 0     | 0     | 1       |       | 1           | 1           | 2           | 4      |
| 3.     | Francie (FRA)    |       | 1       | 0     | 0     |         | 0     | 0     | 0       |       | 1           | 0           | 0           | 1      |
| 4.     | Španělsko (ESP)  |       | 0       | 1     | 1     |         | 0     | 0     | 0       |       | 0           | 1           | 1           | 2      |
| 5.     | Nizozemsko (NED) |       | 0       | 0     | 0     |         | 0     | 1     | 0       |       | 0           | 1           | 0           | 1      |
| 6.     | Česko (CZE)      |       | 0       | 0     | 0     |         | 0     | 0     | 1       |       | 0           | 0           | 1           | 1      |
| Celkem | Celkem           |       | 2       | 2     | 2     |         | 2     | 2     | 2       |       | 4           | 4           | 4           | 12     |